# Бакоња фра Брне
Бакоња фра Брне је роман који је 1892. објавио српски књижевник Симо Матавуљ. Радња је смјештена у Далматинску загору око 1870. године, а насловни јунак младић који, слиједећи породичну традицију, постаје један од фрањевачких редовника у самостану Висовац. Роман се одликује реалистичким приказом тадашњих прилика, али и хумором; инспирацију аутору су пружила властита искуства у православном манастиру Крупа.

## Заплет
У почетку замишљен као приповетка, описује на духовит и виталан начин свет Далматинског загорја и живот у једном фрањевачком самостану у Висовцу. Дванаестогодишњег дечака Иву Јерковића Бакоњу, његов ће стриц, фрањевац, одвести из села и увести у живот фратара. Иза самостанских зидова, младог Ива ће дочекати необичан, хировит и тајанствен свет редовничког живота. Симо Матавуљ је и сам боравио неко време у манастиру Крупи, код свог стрица, игумана Серафима.

## Култура
Године 1951. је по његовим мотивима снимљен истоимени играни филм у режији Федора Ханжековића. Насловну улогу је тумачио Миша Мирковић.